# Narciso Vázquez Lemus
Narciso Vázquez Lemus (1847-1932) fue un médico y político español, diputado en las primeras Cortes de la Segunda República.

## Biografía
Nacido en 1847 en la localidad pacense de Los Santos de Maimona, fue miembro del partido republicano federal. Obtuvo escaño de diputado en las primeras Cortes de la Segunda República, consiguiendo entonces, según palabras de José Luis Mayral, «el acta de diputado que más sufragios alcanzase nunca en España». Falleció el 11 de junio de 1932 en Badajoz y fue enterrado en el cementerio civil.